# 酒井忠言
酒井 忠言（さかい ただのぶ）は、江戸時代中期の大名。越前敦賀藩の第5代藩主。官位は従五位下・相模守。忠稠系小浜藩酒井家別家5代。

## 略歴
第4代藩主・酒井忠香の四男として誕生した。長兄・忠恕が夭逝、次兄・忠節が病弱のため廃嫡、三兄（水谷勝政）も水谷勝久の養子に出されたため、安永3年（1774年）5月、父から後継者に指名された。天明8年（1788年）8月20日、父の隠居により家督を譲られる。大番頭などを務めた。
寛政9年（1797年）11月25日、家督を長男の忠藎に譲って隠居し、寛政11年（1799年）2月22日、44歳で死去した。

## 系譜
父母
- 酒井忠香（父）
- 水野忠定の娘（母）

正室
- 幸姫 - 三浦明次の娘

子女
- 酒井忠藎（長男） 生母は幸姫[要出典]
- 酒井忠邁（三男）
- 戸田光陽正室